# Fondrière de mousse
Pour les articles homonymes, voir Muskeg.

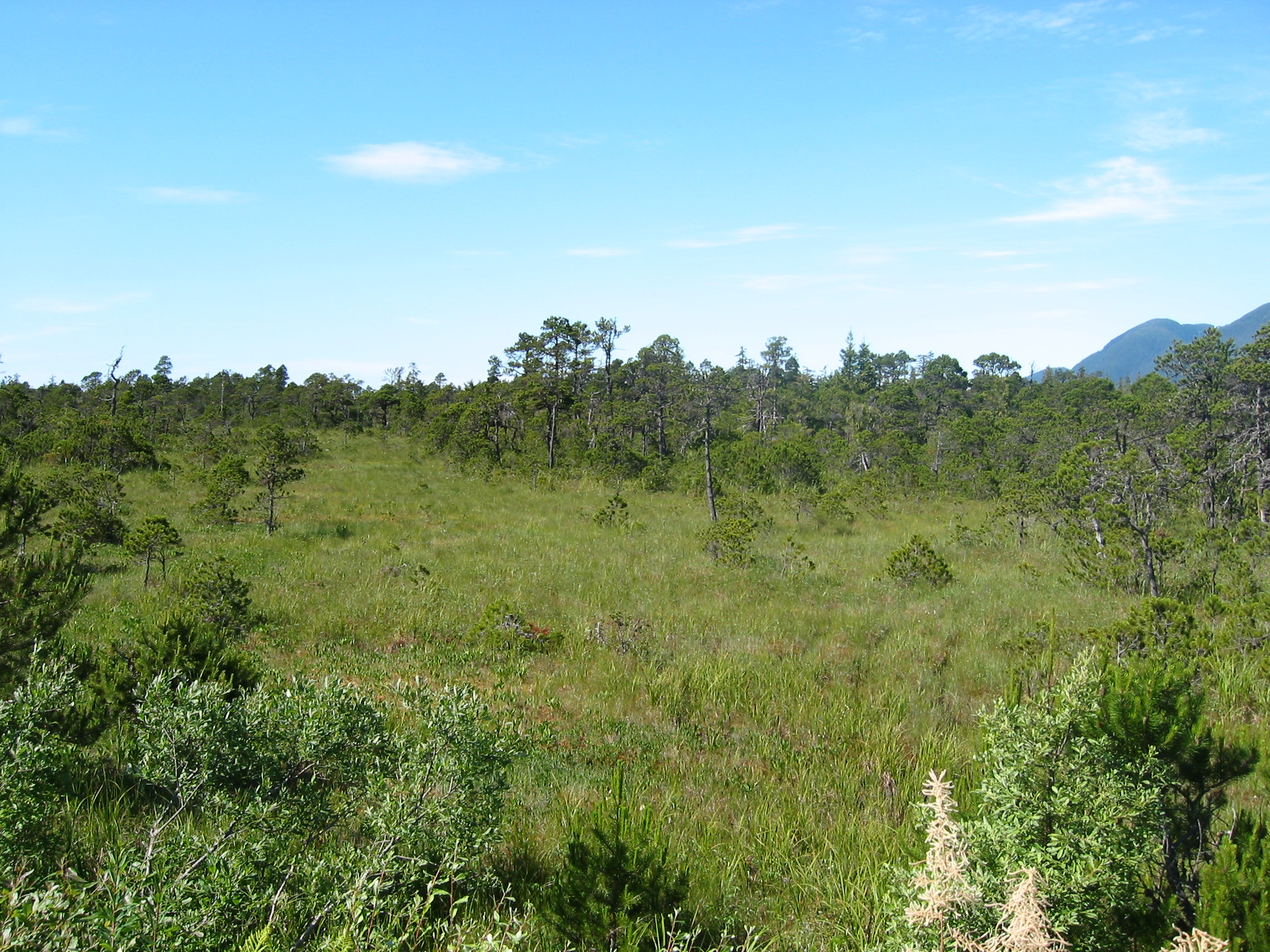
Maigres pins poussant dans une fondrière de mousse de Wrangell, Alaska.

Une fondrière de mousse ou Muskeg est dans le nord du Canada et en Alaska, un marécage d'une région peu ou pas drainée dont le fond est constitué de roche ou d'argile à blocaux (masse d'argile contenant des cailloux de toutes formes disposés sans ordre). Le nom muskeg vient des amérindiens algonquins.
La fondrière est remplie de sphaigne, de déchets végétaux décomposés et saturés d'eau ainsi que d'arbres chétifs ici et là. La sphaigne peut retenir de 15 à 30 fois son poids en eau, ce qui permet à ces tourbières d'avoir une pente sans se vider.

## Description et formation
À première vue, le muskeg ressemble à une prairie couverte d'herbe courte et parsemée d'arbres chétifs. Il suffit de s'y aventurer pour se rendre compte qu'on a affaire à une végétation qui pousse directement dans l'eau et que les touffes d'arbres sont les seuls endroits, comme des îles, où le sol atteint la surface. La surface de la fondrière peut ainsi sembler se déformer comme une vague sous l'effet du vent. Son fond est formé des résidus en décomposition de la végétation sur une épaisseur pouvant atteindre 30 mètres. Il est très mou et on peut facilement s'y enliser.
Trois conditions sont nécessaires à sa formation: sol imperméable et peu drainé, pluies abondantes et étés frais. Les plantes mortes sont rapidement décomposées en terreau par les bactéries et les champignons dans un sol bien drainé. Cependant, dans un sol saturé d'eau stagnante, le manque d'oxygène empêche ces agents de proliférer. La température fraîche est un autre facteur de ralentissement de leur colonisation. On se retrouve donc avec des matières partiellement décomposées qui se transforment en tourbe, sur laquelle pousse la mousse de sphaigne. Cette dernière est un organisme sans racines ni vrais tissus conducteurs, qui prend sa nourriture dans l'eau, et non le sol.

## Flore

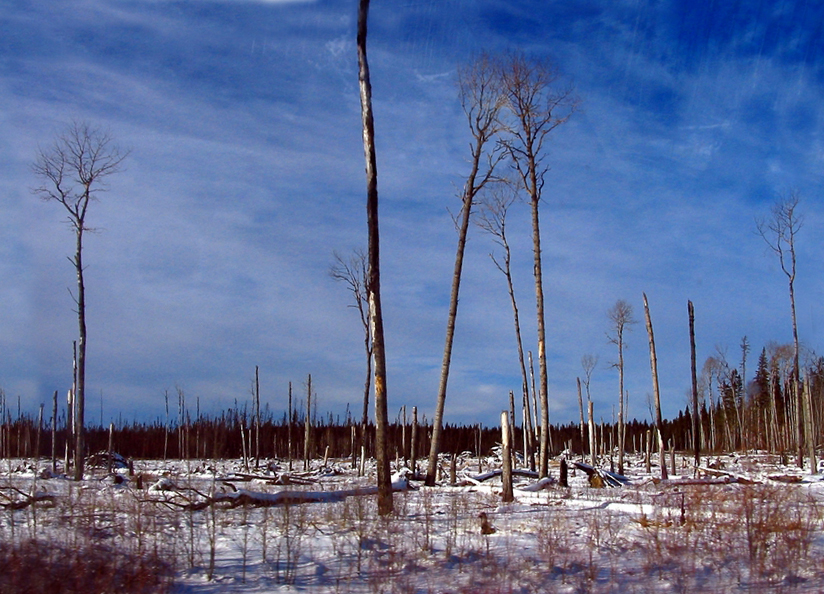
Peupliers deltoïdes dans un muskeg.

Une fondrière de mousse est un milieu acide et relativement infertile. On y retrouve en plus des mousses de sphaigne, la sarracénie pourpre (une plante carnivore), les agaricales (champignons) et certaines autres plantes qui tolèrent l'acidité. Certains arbres nains adaptés à ces conditions y survivent comme les pins tordus, les peupliers deltoïdes, quelques espèces de saules et les épinettes noires.

## Faune
La fondrière de mousse est un habitat idéal pour les castors qui peuvent y faire des barrages. On y voit passer occasionnellement des orignaux (élans d'Amérique) dans les parties moins profondes mais ceux-ci peuvent y rester coincés, comme dans du sable mouvant, s'ils s'aventurent dans des zones plus profondes.

## Obstacle au transport

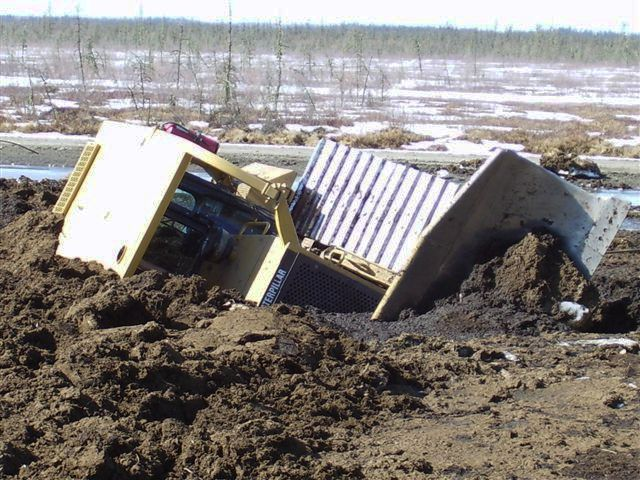
Machinerie lourde s'enfonçant dans le muskeg au champ pétrolifère de Wabasca en Alberta.

Les régions couvertes de fondrières de mousse sont difficilement accessibles par voie terrestre. Durant les années 1870, le long d'une ligne de chemin de fer du nord de l'Ontario, au Canada, une locomotive a littéralement disparu dans le muskeg lors de son passage. On n'avait pas pris soin d'enlever la tourbe jusqu'à la roche sous-jacente. Il arrive souvent que du matériel lourd, sur des sites forestiers hivernaux, disparaisse dans le muskeg au printemps à la suite du dégel.
 

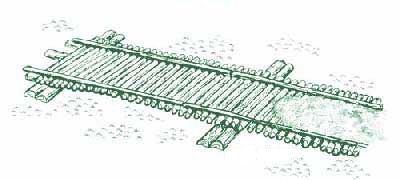

Toute construction en zone de fondrière nécessite donc d'enlever la couche de tourbe et de la remplacer par de la roche concassée. La route de l'Alaska, qui va de la Colombie-Britannique à Fairbanks, en passant par le Yukon, a été construite en grande partie sur du muskeg durant la Seconde Guerre mondiale. Comme le temps était compté et qu'on ne pouvait enlever tout le sol, on a construit un chemin de rondins, similaire à des sections de radeaux, qu'on a étendus sur les fondrières. En plaçant à intervalle régulier des traverses assises dans le sable et le gravier, on crée un genre de pont permettant de traverser la fondrière. La route fut reconstruite plus tard de façon plus permanente.